# Cycnium erectum
Cycnium erectum är en snyltrotsväxtart som beskrevs av Alfred Barton Rendle. Cycnium erectum ingår i släktet Cycnium och familjen snyltrotsväxter. Inga underarter finns listade i Catalogue of Life.